# Будино, Элиас (чероки)
Элиас Будино (англ. Elias Boudinot, урождённый Галлегина Увати, чероки ᎦᎴᎩᎾ ᎤᏩᏘ, Gallegina Uwati, также известен как Бак Уэйти, англ. Buck Watie; 1802 – 22 июня 1839) — публицист, просветитель, редактор газеты Cherokee Phoenix и лидер нации чероки. Выходец из знатной семьи чероки смешанного происхождения, он родился и вырос на землях этого народа в современной Джорджии. Получив образование в миссионерском училище в Коннектикуте, он стал одним из нескольких лидеров, считавших аккультурацию решающей для выживания чероки. В период принудительного переселения на Индейскую территорию пользовался заметным влиянием как голос своего народа.

## Биография

### Происхождение и учёба
Галлегина был старшим из девяти детей Увати и Сюзанны Риз, которая имела смешанное черокийско-европейское происхождение. При обращении в христианство взял имя Дэвид Увати (позже он убрал «u» из своего имени). Младший брат Галлегины Дегатага более известен как Стэнд Уэйти, ставший главным вождём чероки (1862—1866) и бригадным генералом армии конфедератов. 
Христианское образование Галлегины началось в 6-летнем возрасте, когда он учился в местной миссионерской школе Моравских братьев.  Агент Американского совета уполномоченных по иностранным миссиям (ABCFM) Элиас Корнелиус в 1818 году отобрал его и нескольких других для поступления в Школу иностранных миссий в Коннектикуте. По дороге туда они познакомились с государственными деятелями Томасом Джефферсоном и Джеймсом Монро, а в Берлингтоне (штат Нью-Джерси) — с Элиасом Будино, президентом Американского библейского общества и бывшим председателем Второго континентального конгресса. Индейский юноша и отец-основатель США произвели друг на друга хорошее впечатление, и Уэйти попросил у Будино разрешения использовать его имя. С тех пор и до конца жизни Уэйти носил имя Элиаса Будино. 
В 1820 году Будино официально обратился в христианство, привлечённый его посланием о всеобщей любви. В 1824 году Будино участвовал в переводе Нового Завета на язык чероки и его печати на слоговом письме чероки, созданном Секвойей.

### Начало деятельности и брак

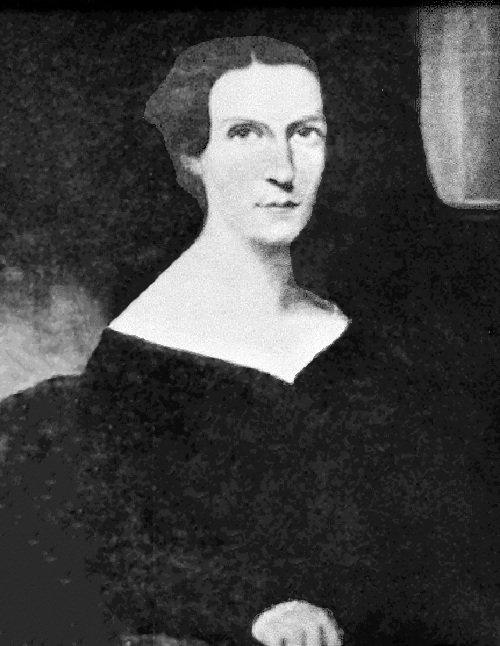
Супруга Элиаса Будино, Харриет Рагглс Голд Будино

Свои взгляды на ассимиляцию коренного населения Будино очертил в своей известной речи «Обращение к белым», которую произнёс 26 мая 1826 года в Первой пресвитерианской церкви в Филадельфии, а затем выпустил брошюрой. В ней он описал сходство между чероки и белыми, как и то, что первые перенимали аспекты культуры белых. Будино занимался сбором средств для Национальной академии чероки и закупкой типографского оборудования для газеты, поддерживая «цивилизирование» чероки, и эта речь с брошюрой поспособствовали привлечению пожертвований.
В том же 1826 году Будино в Корнуолле, штат Коннектикут, женился на Харриет Р. Голд, девушки из знатной семьи из Новой Англии, с которой в познакомился во время учёбы в этом городе. Смешанный брак Будино, как и аналогичная женитьба его кузена Джона Риджа на местной жительнице в 1825 году, была встречен в штыки. Но чтобы защитить своих будущих детей, Национальный совет чероки в 1825 году принял закон, позволяющий потомкам отцов-чероки и белых матерей быть полноправными членами общины чероки (поскольку в матрилинейном (наследующем по материнской линии) племени дети считались принадлежавшими к клану и народу своей матери, ранее они должны были считаться чужаками). Чета Будино вернулась на родину чероки и поселилась в Нью-Эхоте (Нью-Икоте). Они воспитали своих шестерых детей как индейцев чероки.

### Журналистская и просветительская работа
После возвращения в Нью-Эхоту в 1828 году Будино был выбран Генеральным советом чероки редактором первой газеты, издаваемой индейским народом. Он работал со своим новым другом Сэмюэлем Вустером, миссионером и печатником. Тот приказал создать и отлить новый шрифт для новых форм слогового письма чероки. С 21 февраля 1828 года, когда вышел первый номер, озаглавленный Tsalagi Tsu-le-hi-sa-nu-hi, они издавали газету «Чероки Феникс» (Cherokee Phoenix, второе издание носило название Cherokee Phoenix and Indians’ Advocate) на английском и языке чероки. Хотя газета планировалась как двуязычная, Cherokee Phoenix публиковала большую часть своих статей на английском языке; вместе с тем, при Будино около 16 % содержимого выходило на родном языке, и газета внесла существенный вклад в развитие литературного языка чероки.
Журналистка Энн Лэки Ландини считает, что Будино делал акцент на английском языке в своей газете, поскольку нация чероки хотела, чтобы издание служило доказательством того, что они имеют замечательную цивилизацию. В то же время Совет также намеревался посредством этого органа объединить чероки на Юго-Востоке. В газете регулярно публиковались новые законы и другая общенациональная политическая информация чероки. Офис Cherokee Phoenix регулярно получал корреспонденцию от сотни других газет, издававшихся по всему миру, поскольку пользовался большим уважением в США и Европе. В конечном итоге, выход газеты поспособствовал тому, что тысячи индейцев чероки стали грамотными и показатель грамотности среди чероки был тогда даже выше, чем среди белых американцев.
В период с 1828 по 1832 год Будино написал множество редакционных статей, в которых выступал против выселения, предложенного штатом Джорджия и поддержанного президентом Эндрю Джексоном. После того, как Конгресс принял Закон о переселении индейцев в 1830 году, федеральное давление на чероки возросло. Джексон поддерживал переселение чероки и других юго-восточных народов с их восточных земель на Индейскую территорию к западу от Миссисипи, чтобы освободить земли для освоения колонистами европейского происхождения. В статьях Будино подчёркивалось, что игнорирование Джорджией Конституции и прошлых федеральных договоров с чероки не только нанесёт ущерб прогрессу чероки в ассимиляции (обращение в христианство, всё большее распространение западного образования среди населения, поворот к образу жизни скотоводов и фермеров и т. д.), и критиковавалась та «лёгкость», с которой сторонники переселения индейцев искажали текст договоров в своих собственных целях.

### Борьба вокруг соглашения о депортации
В 1832 году во время поездки по Северу с целью сбора средств для своей газеты Будино узнал, что в деле Вустер против Джорджии Верховный суд США подтвердил права чероки на политический и территориальный суверенитет в пределах границ Джорджии, но президент Джексон по-прежнему поддерживает выдворение индейцев. В этом контексте Будино счёл последнее неизбежным и решил хотя бы добиться для своего народа наилучшие возможные условия потенциального соглашения с властями США.
Такая резкая смена позиции одного из их лидеров вызвала широкое неприятие среди чероки. Против уступки общинных земель решительно выступили Национальный совет чероки и главный вождь Джон Росс, равно как и большинство населения, в основном чистокровные члены племени. Бывшие союзники в руководстве чероки осудили Будино и других «сторонников договора», среди которых были Джон и Майор Ридж. Противники подвергали сомнению их лояльность и не позволяли им выступать на советах. Росс осудил «терпимость Будино» к враждебым взглядам и запретил помещать на страницах газеты позицию в пользу высылки. В знак протеста Будино подал в отставку весной 1832 года, посту редактора его сменил зять Росса, Элайджа Хикс.
Когда в Джорджии было обнаружено золото, Будино, как и многие другие видные представители верхушки чероки, особенно те, кто получил образование за пределами племени, тем более полагали переселение неизбежным ввиду наплыва поселенцев из Соединённых Штатов, вторгающихся на их земли. В 1835 году он и несколько его союзников подписали Договор в Нью-Эхоте, надеясь добиться лучших условий для своего народа. В следующем году племя было вынуждено уступить большую часть своих земель на Юго-Востоке и в конце 1830-х годов переселиться к западу от реки Миссисипи на Индейскую территорию (современная Оклахома). Депортация из-за непродуманных действий армии США (руководил «операцией» генерал Уинфилд Скотт) и суровости условий получила название «Дорога слёз», более 4 тысяч индейцев умерли по дороге и в лагерях.

### Гибель и её последствия
После смерти Харриет в 1836 году Будино отправился со своими детьми на Индейскую территорию. После его отстранения он и трое других лидеров Договорной партии (сторонников соглашения с белыми) стали мишенями для здешних членов фракции Росса, известной как Национальная партия. 22 июня 1839 года группа неизвестных чероки убила Будино возле собственного дома. В тот же день они убили его кузена и дядю, Джона и Майора Риджа. Его брат Стэнд Уэйти подвергся нападению, но выжил.
Хотя Росс отрицал какую-либо причастность к убийствам, Стэнд Уэйти обвинил во всём главного вождя. После этих убийств последователи Уэйти и Росса вели затяжные ожесточённые конфликты и совершали акты возмездия. Насилие продолжалось до 1846 года, когда США заключили хрупкий мирный договор. Глубокая обида способствовала племенному разделению во время Гражданской войны в США. Фракционность и насилие, вспыхнувшие после «Дороги слёз», усугубили несчастья чероки.
Осиротевших детей Будино отправили на воспитание к его тестю в Корнуолл, поскольку это место считалось более безопасным и они могли спокойно учиться в школе. Получив образование, сын покойного, Элиас Корнелиус Будино, вернулся на запад и поселился в Фейетвилле, штат Арканзас. Он стал адвокатом и активно участвовал в племенной политике и Демократической партии. Он представлял народ чероки в Конгрессе Конфедеративных Штатов Америки в качестве делегата без права голоса.
Будино появляется в качестве персонажа в спектакле «К этим холмам» (Unto These Hills) — драме на открытом воздухе, которая ставится в Чероки, штат Северная Каролина, с 1950 года.